# ザ ソウドウ 東山 京都
ザ　ソウドウ　東山京都（THE SODOH HIGASHIYAMA KYOTO）は、京都府京都市東山区に2003年にオープンしたレストラン、結婚式場。運営会社は東京都千代田区に本社を置く株式会社プラン ドゥ シー(株式会社Plan･Do･See)で、ホテル・レストラン・ウェディング等の事業を行っている企業である。

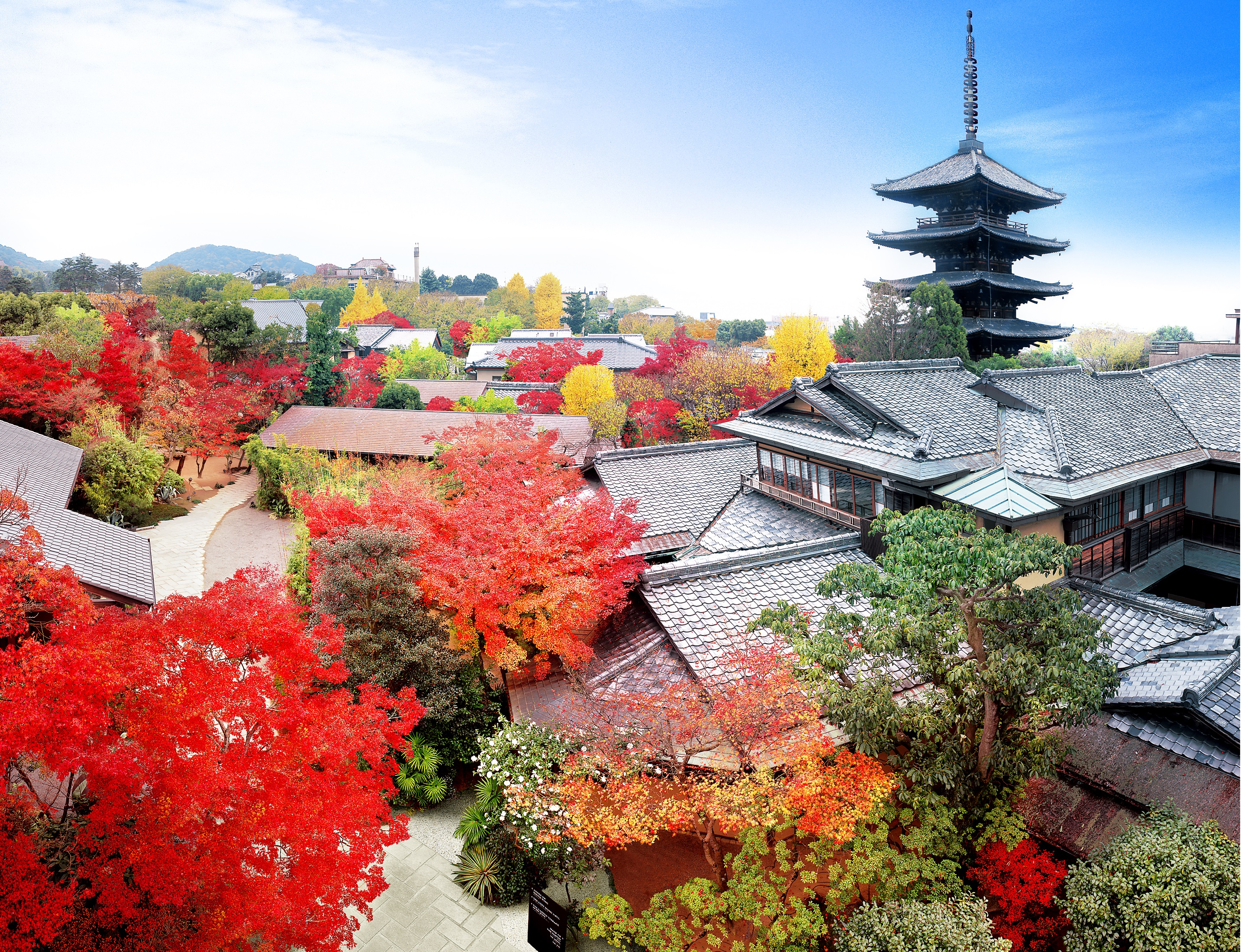

## 概要
高台寺や清水寺を始め京都の観光名所が揃う京都市東山区に所在しており、建物は日本画家の巨匠、竹内栖鳳が1929年に構えたアトリエ兼邸宅をリノベーションした日本家屋である。
敷地内にある挙式会場にて、「キリスト教式」「洋装人前式」「和装人前式」からそれぞれのスタイルに合わせて選べ、複数の提携神社や高台寺月真院での庭園挙式も可能である。
一方、パーティルーム（バンケット、披露宴会場）は「カメラ」「アトリエ」「ヤサカ」「テラス」「パゴダ」「ヒガシヤマ」といった6つの中から選択することができる。

## ギャラリー

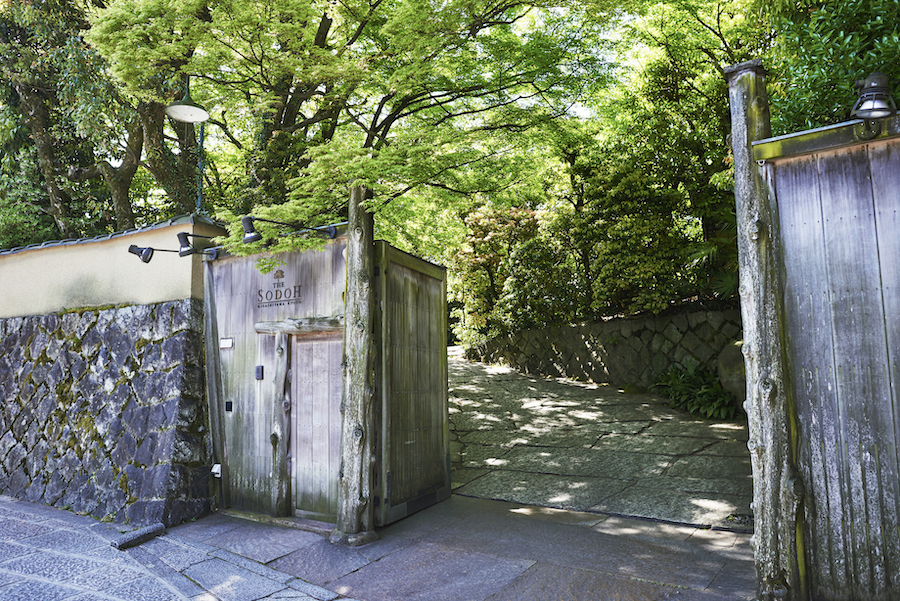
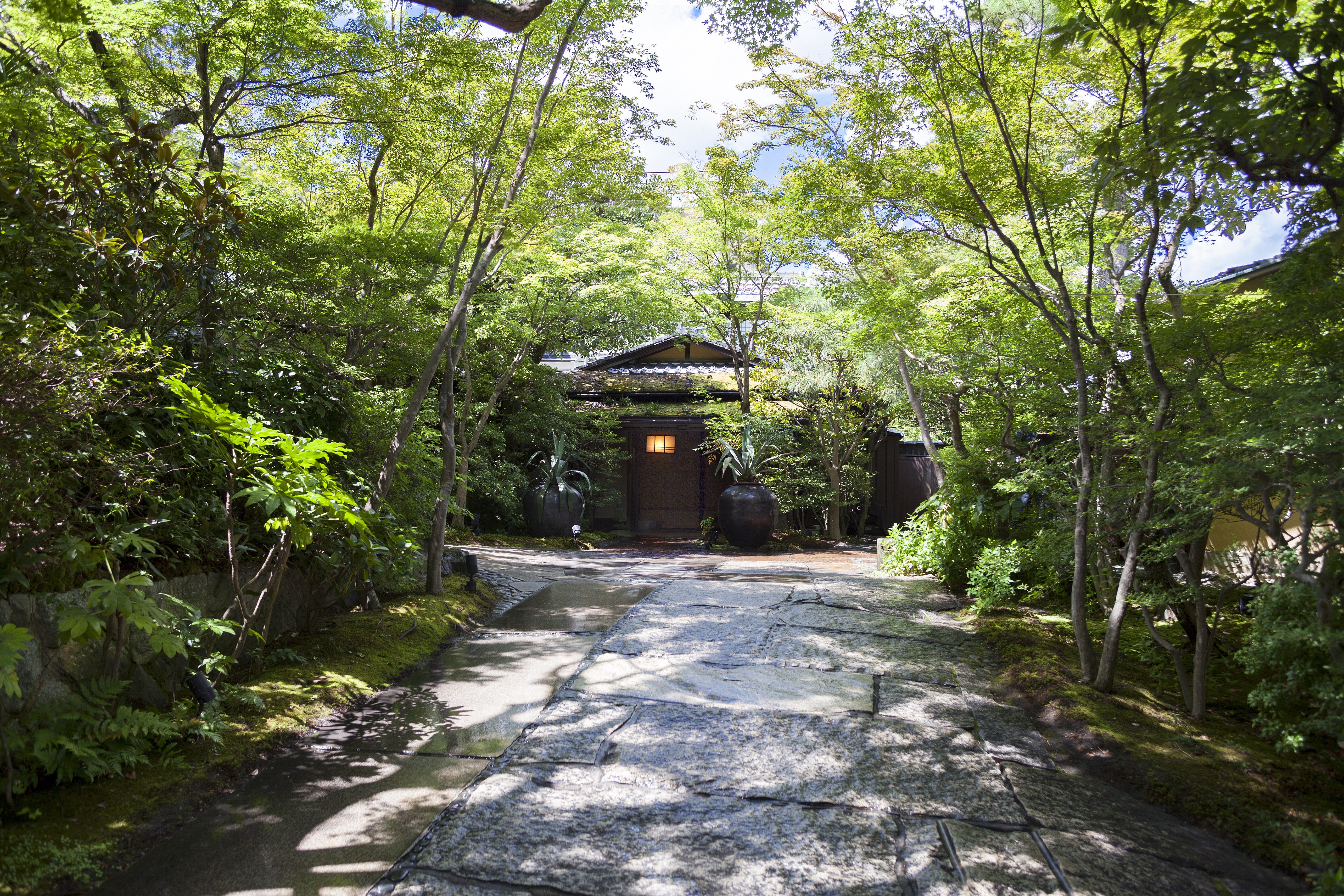
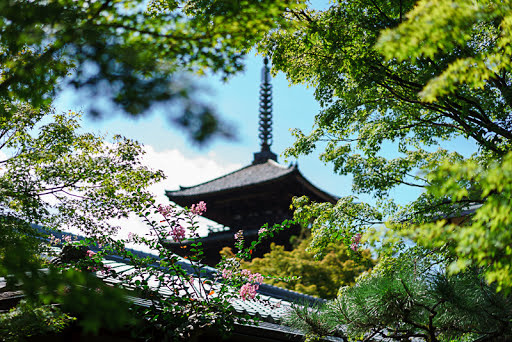
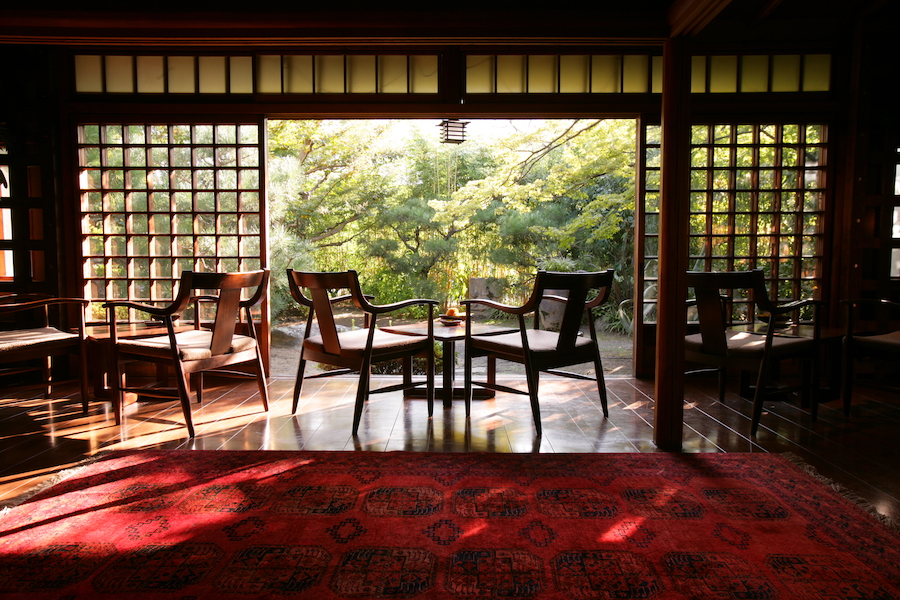
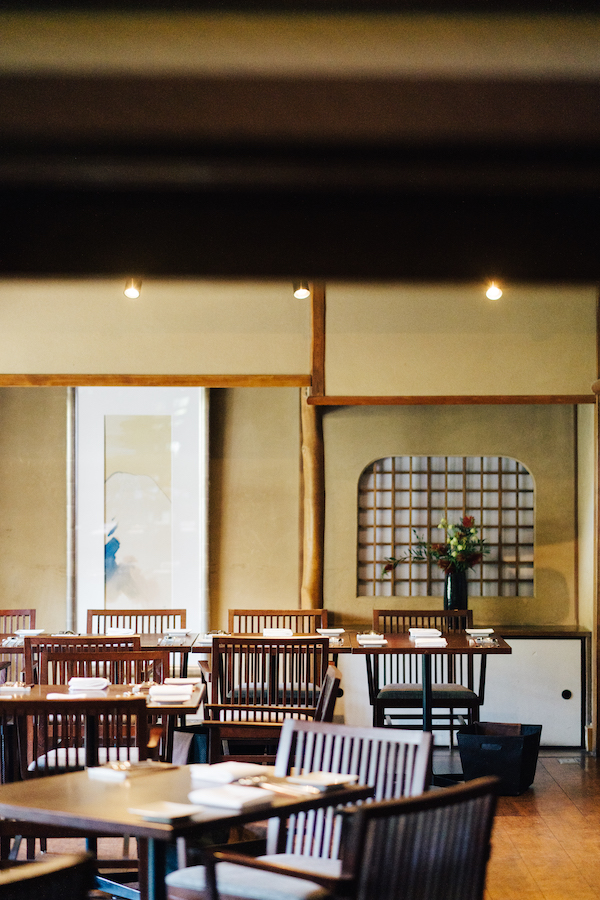

## 交通アクセス
- 阪急京都本線「京都河原町駅」から2番出口より徒歩約13分
- 京阪本線「祇園四条」から6番出口より徒歩約10分
- 京都駅前（烏丸口）バスターミナルD-2乗り場より206系統に乗車、「東山安井」にて下車、 徒歩3分